# Rob Savelberg
Rob Savelberg (Den Haag, 1977) is een Nederlands journalist en schrijver. Hij werkt voor verschillende Nederlandse, Belgische en Duitse media en is correspondent voor dagblad De Telegraaf in Berlijn.

## Opleiding en beroep
Savelberg studeerde Duitslandkunde en Nieuwste Geschiedenis in Amsterdam en Berlijn. Na zijn studie volgde hij de Postdoctorale Opleiding Journalistiek aan de Erasmus Universiteit in Rotterdam. Sinds 1998 woont Savelberg in Berlijn. Hij schreef zijn masterscriptie over de Oost-Duitse dissidenten tijdens de democratische revolutie in 1989 in de DDR. Daarna volgde Savelberg stages bij het Algemeen Dagblad, Reuters alsmede MDR en werkte hij als producer en redacteur voor het RTL Nieuws in Berlijn. Savelberg schreef als correspondent voor De Standaard, Trouw, Nederlands Dagblad en publiceerde ook artikelen voor HP/De Tijd en De Groene Amsterdammer. Daarna werd hij ook freelance werkzaam als radiocommentator voor de VRT en de KRO. In Duitsland schrijft hij voor de landelijke krant Die Welt en het maandblad Cicero over Nederland.
Hij werd landelijk bekend in Duitsland door zijn kritische vragen tijdens de persconferentie over het regeerakkoord van de nieuwe bondsregering op 24 oktober 2009. Hij vroeg na bij bondskanselier Angela Merkel, waarom ze de in de CDU-zwartgeldaffaire betrokken politicus Wolfgang Schäuble het ambt van federaal minister van Financiën toekende. Merkel antwoordde met een uitvlucht. Het ZDF maakte er een satirisch filmpje over.

## Werken
- Berlijn beweegt: oude hoofdstad in een nieuw land. Boom, Amsterdam 2009. ISBN 9789085065975